# Hemorragia vítrea
La hemorragia vítrea o hemovítreo refiere a la existencia de sangre en la zona del interior del ojo llamada humor vítreo o cuerpo vítreo.
El humor vítreo es una sustancia gelatinosa y transparente que ocupa 2/3 del volumen total del ojo, y está formado por agua en un 99 %. Limita en su parte posterior con la retina y en su porción anterior con el cristalino y el cuerpo ciliar. Si se produce una hemorragia en el humor vítreo, este pierde su transparencia y la luz no puede atravesarlo, lo que ocasiona pérdida de visión de inicio brusco.
El hemovítreo puede estar producido por gran variedad de circunstancias que se dividen en traumáticas (por ejemplo, un golpe directo o una intervención quirúrgica ocular) y no traumáticas. Entre estas últimas, la más frecuente es la retinopatía diabética.

## Frecuencia
La incidencia es de alrededor de 7 casos por cada 10 000 personas a lo largo de un año, por lo que es una de las principales causas de pérdida aguda de visión.

## Causas
Las causas de hemorragia vítrea son muy numerosos, como ya se ha señalado puede ser espontánea o traumática. 
Dentro de las espontáneas, la causa más frecuente es la retinopatía diabética que está presente en el 50 % de los casos, seguida del desprendimiento de retina, el desprendimiento de vítreo posterior, la obstrucción de la vena central de la retina, la retinopatía hipertensiva y la retinosquisis congénita. Estas 6 causas originan el 95 % de los casos espontáneos.
En los casos de retinopatía diabética, el mecanismo desencadenante es la llamada microangiopatía diabética que consiste en la obstrucción de los pequeños vasos que aportan oxígeno a la retina. La falta de oxígeno estimula el crecimiento de nuevos vasos sanguíneos que tratan de suplir la deficiencia, a esta proliferación se le llama retinopatía diabética proliferativa. Los neovasos son frágiles, se rompen con facilidad y son los que producen la hemorragia vítrea y otras complicaciones.

## Síntomas
El síntoma principal es una pérdida brusca de agudeza visual que se desarrolla a lo largo de unos minutos. Según la intensidad de la hemorragia, el déficit de visión puede ser completo, con ceguera total en el ojo afecto, o parcial. A veces se manifiesta únicamente como visión borrosa, si el sangrado es leve.

## Evolución
La evolución depende entre otros factores de la causa. Cuando no existen causas que predispongan a la repetición de la hemorragia, la evolución suele ser buena y la sangre se reabsorbe lentamente a lo largo de un periodo de varios meses.
Sin embargo, si el origen es una retinopatía diabética, el riesgo de nuevas hemorragias es alto, la mejoría más lenta y aparecen complicaciones, como la proliferación de tejido fibroso que acaba por causar desprendimiento de retina y pérdida de visión permanente, la hemosiderosis bulbi y el glaucoma de células fantasma.

## Tratamiento
Al ser muy diferentes las posibles causas, no puede establecerse un tratamiento único para todos los pacientes y este debe ser individualizado en función del origen de la hemorragia, su gravedad y las circunstancias personales.
En líneas generales, inicialmente la actitud terapéutica puede ser expectante, pues es muchas ocasiones la hemorragia se resuelve de forma espontánea, sobre todo si el volumen de sangre no es muy grande. La recuperación plena de la visión puede demorarse varios meses.
En otras ocasiones, tras un tiempo de espera, se recomienda una intervención quirúrgica denominada vitrectomía, que consiste en la extirpación mediante cirugía ocular del humor vítreo. En la misma, se utiliza gas o líquido como reemplazo, con el objeto de mantener la presión ocular y la fijación de la retina. Con el tiempo, el humor vítreo regenerado naturalmente vuelve a ocupar su lugar.
Cuando existe retinopatía diabética, puede ser necesaria la aplicación de láser o fotocoagulación panretiniana.